# Uber Eats
Uber Eats je online kurýrní služba pro rozvoz jídla, kterou společnost Uber spustila v roce 2014 a sídlí v San Francisku v Kalifornii.

## Historie
V srpnu 2014 spustila společnost v kalifornské Santa Monice službu UberFRESH a začala rozvážet jídlo.
V roce 2015 byla platforma přejmenována na Uber Eats.
V roce 2016 společnost Uber Eats zahájila provoz v Londýně a Paříži.
V listopadu 2018 společnost oznámila, že rozváží jídlo do 200 měst ve 20 zemích na trzích Evropy , Blízkého východu a Afriky.
V březnu 2020, během pandemie covidu-19, zaznamenala společnost Uber Eats 30% nárůst nových zákazníků, protože se lidé vyhýbali společenské interakci ze strachu z nákazy koronavirem.
Služba pro rozvoz jídla Uber Eats v Česku k 3. červnu 2020 ukončila svou činnost.
V prosinci 2021 společnost Uber Eats dokončila svou první dodávku jídla do vesmíru, když ve spolupráci s japonským miliardářem Jusaku Maezawou poslala jídlo na Mezinárodní vesmírnou stanici.